# Catedral de la Resurrección y San Corbiniano (Évry)
La catedral de la Resurrección y San Corbiniano de Évry o simplemente catedral de Évry (en francés: Cathédrale de la Résurrection et Saint-Corbinien) es una catedral católica en la ciudad de Évry, Francia, diseñada por el arquitecto suizo Mario Botta. Inaugurada en 1995, fue consagrada y dedicada a San Corbiniano en 1996.
La diócesis de Corbeil, también conocida como Corbeil-Essonnes, fue creada en 1966, y la iglesia parroquial de Saint-Spire fue elevada a la condición de sede del obispo como catedral de Corbeil, pero ni ella ni ninguna otra de las iglesias existentes eran adecuadas en tamaño y ubicación, y las oficinas del obispo estaban en una escuela primaria habilitada para tal fin. Évry es el centro natural de la zona y de la población de la nueva diócesis y, en consecuencia, se eligió como centro episcopal, pero carecía de una estructura significativa adecuada.
Doce años después, en 1988, la diócesis pasó a llamarse diócesis de Évry-Corbeil-Essonnes y la catedral de Évry fue encargada al arquitecto suizo Mario Botta. Los estudios iniciales se concibieron el mismo año, y la primera piedra se colocó en la primavera de 1991.